# سفارة دولة فلسطين لدى هندوراس
سفارة دولة فلسطين لدى هندوراس هي الممثلية الدبلوماسية العُليا لدولة فلسطين لدى هندوراس.